# Rockin’ Robin
«Rockin’ Robin» (также пишется «Rock-in Robin») — песня, которая стала большим хитом в исполнении Бобби Дея в 1958 году.
Написал и спродюсировал песню композитор и поэт-песенник Леон Рене на лейбле Class Records, владельцем которого он являлся. При этом как автор он был указан на лейбле не под своим собственным именем, а под псевдонимом Джесси Томас).
С песней «Rockin’ Robin» Бобби Дей достиг 2-го места в поп-чарте (Hot 100) американского журнала «Биллборд». А в жанровом чарте синглов в стиле ритм-н-блюз этого же журнала песня поднялась на 1-го место
Этот успех Бобби Дей больше повторить не смог. Песня «Rockin’ Robin» так и осталась в его карьере единственным большим хитом. В чарте Billboard Hot 100 ему больше не удалось попасть даже в первую сороковку.
Музыкальный сайт AllMusic называет песню «Rockin’ Robin» одной из самых незабываемых и вновь и вновь исполняющихся старых песен.
Последующие поколения помнят эту песню уже в версии Майкла Джексона. Он использовал её как средство восхождения к славе, когда только начинал сольную карьеру в начале 1970-х годов. В 2015 году американский Billboard поместил песню «Rockin’ Robin» на 19-е место в своём списке Michael Jackson’s Top 50 Billboard Hits.

## Композиция
Музыкальный сайт AllMusic называет песню «Rockin’ Robin» «одним из самых прямолинейных рок-н-рольных номеров конца 1950-х годов».

## Чарты
| Чарт (1958)                            | Наив. поз. |
| -------------------------------------- | ---------- |
| Австралия (Kent Music Report)          | 9          |
| США (Billboard Hot 100)                | 2          |
| США (Billboard Rhythm & Blues Records) | 1          |

## Версия Майкла Джексона
В начале 1972 года песня вышла на дебютном альбоме Майкла Джексона Got to Be There. Вскоре песня была издана отдельным синглом. (Это был второй сингл с этого альбома, после песни «Got to Be There», одноимённой с самим альбомом.)
Песня Майкла Джексона «Rockin’ Robin» в итоге стала в США (и в Великобритании тоже) самым большом хитом с его дебютного альбома. В чарте синглов, публикуемом американским журналом Cash Box, сингл с ней поднялся на 1-е место, а в чарте Hot 100 американского журнала «Биллборд» она добралась до 2-го места. В профильном, ритм-н-блюзовом хит-параде того же «Биллборд» песня тоже побывала на 2-м месте.

### Список композиций
- A. «Rockin’ Robin» — 2:30
- B. «Love Is Here and Now You’re Gone» — 2:51

## Позиции в хит-парадах
Еженедельные чарты:
| Чарт (1972)                               | Наив. поз. |
| ----------------------------------------- | ---------- |
| Австралия (Go-Set National Top 40)        | 23         |
| Австралия (Kent Music Report)             | 16         |
| Канада (RPM Top Singles)                  | 13         |
| Ирландия (IRMA)                           | 16         |
| Великобритания (OCC UK Singles)           | 3          |
| США (Billboard Best Selling Soul Singles) | 2          |
| США (Billboard Hot 100)                   | 2          |

Годовые чарты:
| Чарт (1972)                         | Позиция |
| ----------------------------------- | ------- |
| США (Billboard Top Pop 100 Singles) | 41      |